# Västgöta-Tidningar
Västgöta-Tidningar (VGT) är ett aktiebolag med säte i Skövde. Företaget ger ut tre dagstidningar i Skaraborg: Skaraborgs Läns Tidning, Falköpings Tidning samt Västgöta-Bladet. Dessutom ges gratistidningen Skövde Nyheter ut en gång i veckan (sedan 2011). VGT ägs av Hall Media som i sin tur ingår i Herenco-koncernen med säte i Jönköping. Vd är Mats Tidstrand.
I februari 2020 köpte Bonnier-ägda lokaltidningskoncernen Mittmedia Hall Media tillsammans med norska Amedia.